# Synegia clathrata
Synegia clathrata är en fjärilsart som beskrevs av W. Warren 1906. Synegia clathrata ingår i släktet Synegia och familjen mätare. Inga underarter finns listade i Catalogue of Life.